# Tess (grupo musical)
Tess (estilizado TESS) es un grupo musical femenino español, actualmente integrado por Laura Pinto, Úrsula Sebastián y Rosa López-Francos. La agrupación saltó a la fama a través de la serie de televisión juvenil Al salir de clase, en el año 2000, editando ese año su primer álbum, A nuestra edad. Este disco tuvo gran éxito, pues lograría vender más de 50 000 copias, siendo así certificado con un disco de oro. En 2001 participarían en el disco que la serie sacó con fines benéficos, cantando dos temas: uno ellas solas, y el otro, con el resto del reparto. En 2002 salió a la venta su segundo disco, con el que participaron en el programa de Antena 3 Verano noche, en el cual se elegiría al cantante y la canción del verano 2002, donde fueron las ganadoras. Su tercer disco llegaría en el año 2004. Este disco es más maduro que los anteriores, y se aleja del género pop como el primero y el segundo, para ser un disco de pop-rock. En el año 2005, el grupo decide separarse definitivamente y tomar caminos diferentes.
El grupo comenzó en su formación original con Úrsula Sebastián, Elsa Pinilla y Laura Pinto, pero en el año 2002, Úrsula dejó el grupo, pasando a formar parte de él Rosa López Francos, que ya sería incorporada para el segundo disco del grupo y que continuaría hasta el final del mismo. El productor de sus tres álbumes fue Pablo Pinilla, padre de Elsa.
El 14 de febrero de 2016 y para celebrar el décimo quinto aniversario del lanzamiento de su primer disco, el trío se volvió a unir, esta vez sin Elsa Pinilla, y con la incorporación de nuevo al grupo de Úrsula Sebastián dentro del festival ¡Que trabaje Rita!, en la sala BUT, en Madrid.
El 13 de noviembre de 2020, anunciaron a través de su cuenta de Instagram oficial que estaban componiendo un nuevo tema junto al productor Juan Sueiro, para lo que en breve sería su nuevo sencillo.

## Discografía
| A nuestra edad Lanzamiento: 13 de noviembre de 2000. Discográfica: Sony BMG. Productor: Pablo Pinilla. Copias vendidas: + 50.000 copias vendidas (Disco de Oro) - 1 - "Bailando a las puertas del paraíso - 2 - "De carne y hueso" - 3 - "Cuando te enamoras" - 4 - "Caramelos picantes" - 5 - "Ser niña o mujer" - 6 - "Siempre en las nubes" - 7 - "Un segundo en la eternidad" - 8 - "A nuestra edad" - 9 - "23 lecciones de amor" - 10 - "Entre tantas cosas" - 11 - "Promesa de amor" - 12 - "Ya no eres el rey" - 13 - "Niña pija" Sencillos: - "De carne y hues" - "Caramelos picantes" - "Cuando te enamoras" - "De Carne y hueso remixes by Pumpin' Dolls" | Quiero ser yo Lanzamiento: 24 de junio de 2002. Discográfica: Zomba records. Productor: Pablo Pinilla. CD 1 - 1 - Todo es mentira" - 2 - "Quiero ser yo" - 3 - "En secreto" - 4 - "El mundo en mi ombligo" - 5 - "La ley del amor" - 6 - "No me dejes sola" - 7 - "Fiel a tu corazón" - 8 - "Tuya" - 9 - "Cada anochecer" - 10 - "Ordinary world" CD 2 - 1 - "Mega-Tess (Cien vueltas)" - 2 - "Disco-Tess-K (Moviendo el ombligo)" - 3 - "Baladas-Mix (Sola, en secreto cada anochecer)" Sencillos: - "Quiero ser yo" - "Todo es mentira" - "En secreto" - "La ley del amor" | Amor libre Lanzamiento: 7 de septiembre de 2004. Discográfica: Warner music Spain. Productor: Pablo Pinilla. - 1 - "Maldita canción" - 2 - "Amor libre" - 3 - "Shirilily" - 4 - "A los dieciocho" - 5 - "A golpe de corazón" - 6 - "De amor solo se muere una vez" - 7 - "Mil maneras de perderse" - 8 - "Estar viva" - 9 - "Las malas artes" - 10 - "Al desnudo" - 11 - "Del amor al dolor" - 12 - "Una flor en la tempestad" Sencillos: - "Amor libre" - "Maldita canción" - "Descalza en el Andén" (Cara B que acompañaba al single promocional "Amor Libre") |

### Discografía adicional
Al salir de clase, 2001, Universal music Spain.
CANCIONES : 
- "Libres" (Tess)
- "Una línea en el cielo" (Tess más las chicas del reparto)
- "Al salir de clase" (Tess más el resto del reparto)

## Miembros
Actuales
- Úrsula Sebastián (2000-2002, 2016-presente)

- Rosa López-Francos (2002-2005, 2016-presente)

- Laura Pinto (2000-2005, 2016-presente)

Anteriores
- Elsa Pinilla (2000-2005)